# Innsbruck Hauptbahnhof
Innsbruck Hauptbahnhof is het centraal station van de hoofdstad van Tirol dat werd geopend in 1858. Het station ligt aan de oostrand van het centrum op de linkeroever van de Sill die de grens vormt met de wijk Pradl. Het terrein omvat ook het goederenstation Innsbruck dat sinds de opening, in 1994, van de Inntaltunnel aan belang heeft ingeboet en dat tot woonwijk herbestemd wordt. Het rangeerterrein voor spoorwegknooppunt Innsbruck ligt bij Hall in Tirol. Rondom het station zijn veel winkels te vinden en winkelcentrum Sillpark ligt naast het station, de winkelstraat Maria Theresien-Straße ligt op loopafstand.

## Verkeersknooppunt
In 2022 telde het station per dag 38.000 reizigers en in 2021 waren er dagelijks 21.229 in- en uitstappers. Hiermee werd Innsbruck Hbf alleen overtroffen door zes Weense stations met tussen de 42.000 tot 123.000 reizigers per dag, Graz met 42.000 en Linz met 41.900 reizgers per dag.
Het belang van het station bestaat uit het pendelverkeer rond de de stad, alsmede de functie als knooppunt van het oost-west verkeer (Boedapest, Wenen, Salzburg, Wörgl, Innsbruck, Zürich/Bregenz) over de Arlbergbahn en het noord-zuid verkeer (München, Wörgl, Innsbruck, Bolzano, Verona, Milaan/Venetië/Rome) over de Brennerbahn. Sinds december 2007 is het ook het middelpunt van de S-bahn Tirol.
De Nederinndallijn tussen Baumkirchen, 15 kilometer ten oosten van Innsbruck, en Wörgl telt tot de drukst bereden spoorlijnen van Oostenrijk met tot 430 treinen per dag. Hierom wordt deze lijn in het kader van de as Berlijn-Palermo van het Trans Europese Netwerk viersporig gemaakt. Ten noorden van Wörgl splitst deze lijn in een noordtak naar München en Salzburg via Kufstein en een oosttak, de Giselabahn, naar Salzburg, Graz en Klagenfurt via Zell am See.
Het station heeft acht doorgangssporen en vier kopsporen, sporen 21, 22, 31 en 41. De perrons langs de sporen 1, 21 en 22 zijn gelijkvloers bereikbaar. De kopsporen worden gebruikt voor het regionale reizigersverkeer op de Mittenwaldbahn, de Arlbergbahn en de Brennerbahn. Perron 8 is vanaf de oostzijde toegankelijk en wordt gebruikt voor autoslaaptreinen. In december 2014 werd de laad- en losplaats voor auto's gesloten maar sinds 2020 is deze weer ingebruik voor de ÖBB Nightjet naar Düsseldorf.
Het stationsplein, de Südtiroler Platz, is een lokaal OV-knooppunt voor stads en streekbussen, de tram en de Stubaitalbahn.
.

## Geschiedenis

### 1858 – 1956
Vanaf 1850 werden er plannen gemaakt voor een spoorlijn door Tirol en in 1853 gaf Keizer Franz Joseph I toestemming voor het tracé Innsbruck-Wörgl. In 1854 volgde de toestemming voor de lijn ten noorden van Wörgl tot de grens bij Kufstein. Het centraal station van Innsbruck werd ontworpen door het hoofd van de bouwdirectie Franz Czwerwenka en gold destijds als een van de mooiste stationsgebouwen in de monarchie. Het station werd tegelijk met de spoorlijn tussen Innsbruck en Kufstein geopend. Destijds lag het station nog tussen akkers en weilanden. Het belang van het station nam toe door de opening van de Brennerspoorweg in 1867 en de Arlbergspoorweg in 1883 waarvoor een tweede station, Innsbruck West werd geopend. Voor het extra treinverkeer over de Brennerpas was het station te klein en het stationsgebouw en de perronhal werden dan ook omgebouwd.
Op 1 januari 1924 werden de lijnen van de Südbahn in Oostenrijk overgenomen door de Österreichische Bundesbahnen (ÖBB). Het station werd in 1927 opnieuw verbouwd om de toenemende reizigersstroom te kunnen verwerken. In 1928 werd de stationshal opgesierd door fresco's van Rudolf Stolz die de voorkeur kreeg boven het ontwerp van Alfons Walde met het motief Noord en Zuid Tirol. De perrons kregen goedkope perronkappen in plaats van een dure perronhal. In het nog bestaande gebouw met tijdtoren in de noordvleugel werd de bedrijfsleiding ondergebracht. Aan het einde van de Tweede Wereldoorlog werd het station door de geallieerden platgebombardeerd.

### 1956 – 2004
Een architect van ÖBB bracht de ontwerpen van bekende architecten samen hetgeen resulteerde in een functioneel gebouw in de stijl van de jaren 50 van de 20e eeuw. De Oostenrijkse kunstenaar Max Weiler kreeg in 1954 de opdracht om de grote stationshal op te sieren. Zijn wandschilderingen met een abstracte weergave van de Innsbruckse geschiedenis en tegenwoordige tijd zorgde voor een schandaal. In de jaren 80 van de 20e eeuw werden nog wat aanpassingen doorgevoerd maar het station was niet meer geschikt voor de nieuwere treindienst.

### na 2004
In 1997 begon ÖBB met het moderniseringsprogramma Bahnhofsoffensive en werd besloten tot nieuwbouw van het station. De opdracht ging naar architectenbureau Riegler Rewe, de eerste steen werd gelegd in 2001. Het nieuwe stationsgebouw kostte 25 mln euro en werd op 19 mei 2004 geopend.
Hoofdbestanddeel is de stationshal die doorloopt tot in de kelder en daardoor direct aansluit op de reizigerstunnels aan de noord- en zuidkant. Aan de stadszijde is er een directe toegang tot de parkeergarage en de tunnel naar hotel Europa, alsmede naar de verschillende opgangen naar de bus en tramhaltes op het stationsplein. Een tweede voetgangerstunnel vormt de verbinding met het busstation en winkels. Aan de noordzijde van de stationshal zijn kantoren ondergebracht. Het gebouw met de tijdtoren doet sindsdien dienst als politiebureau.
De markante wandschildering van Max Weiler werden uitgezaagd en in de nieuwe stationshal weer opgehangen. Het stationsplein, de Südtiroler Platz, werd heringericht en voorzien van rood asfalt. Als voorbereiding op het doortrekken van de Stubaitalbahn van het Hauptbahnhof naar Wilten werden aan de zuidkant van het plein sporen gelegd, de verlegging van de Stubaitalbahn zal echter niet plaatsvinden.

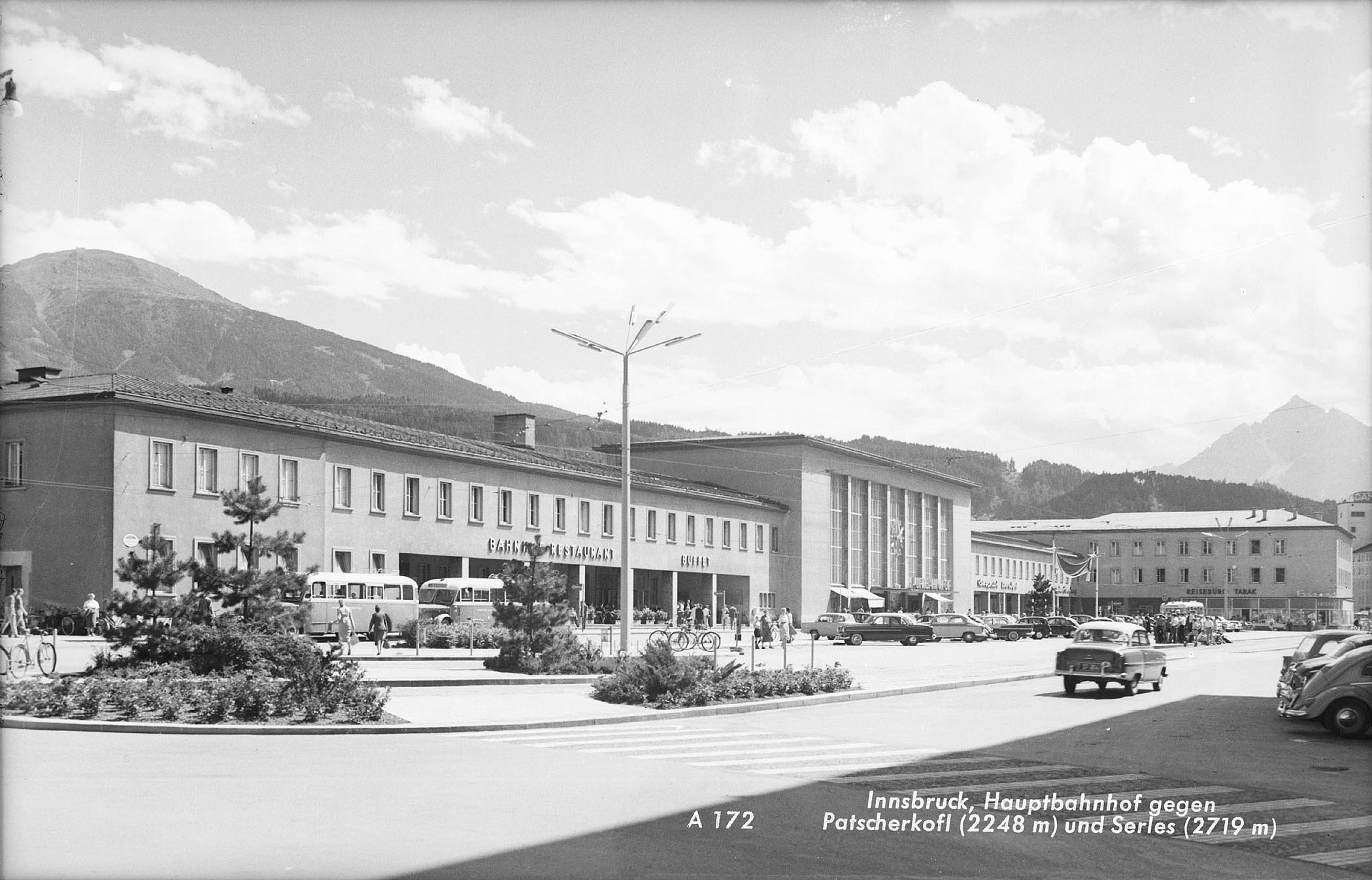
Het stationsgebouw uit 1956
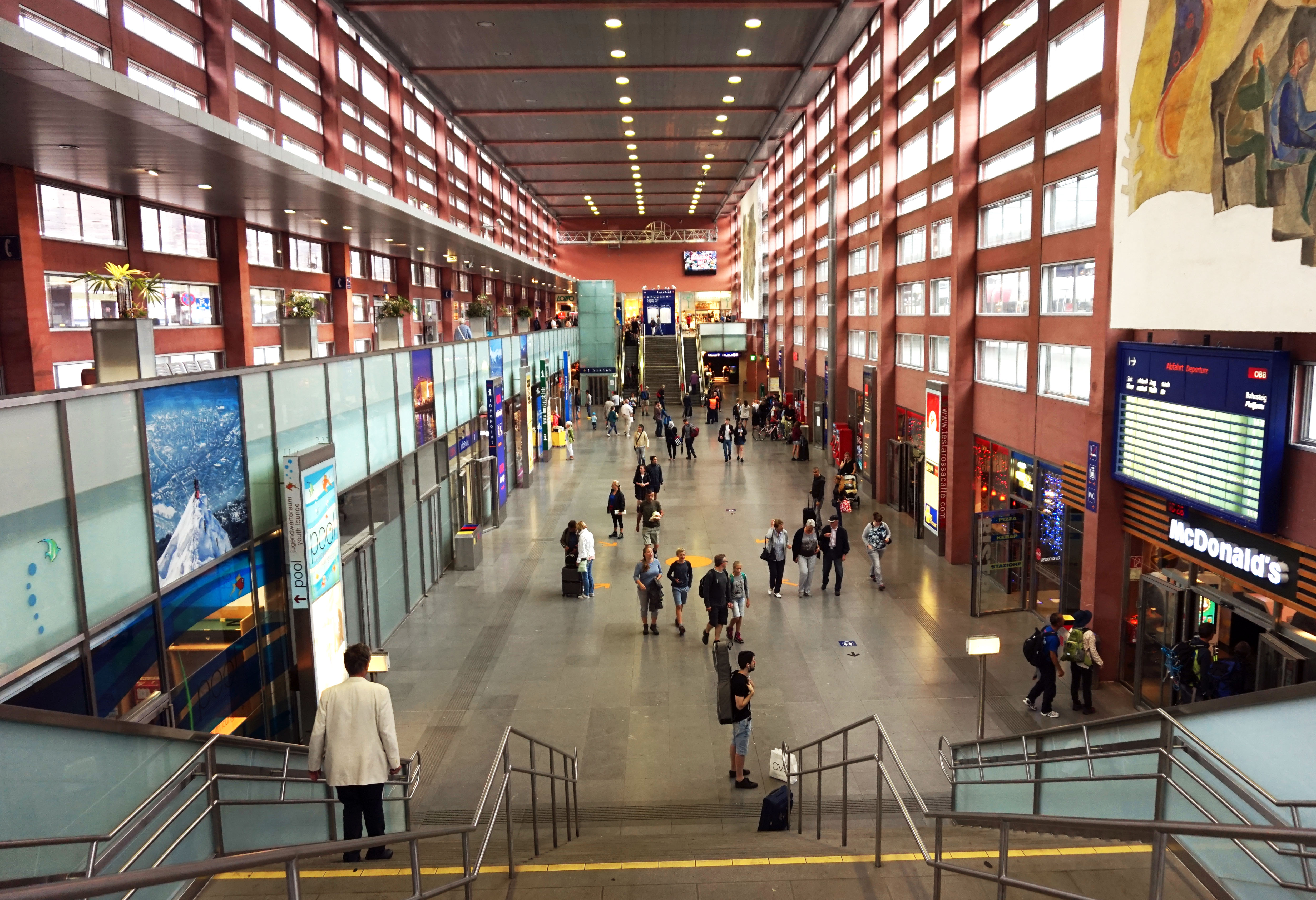
De stationshal in 2017.
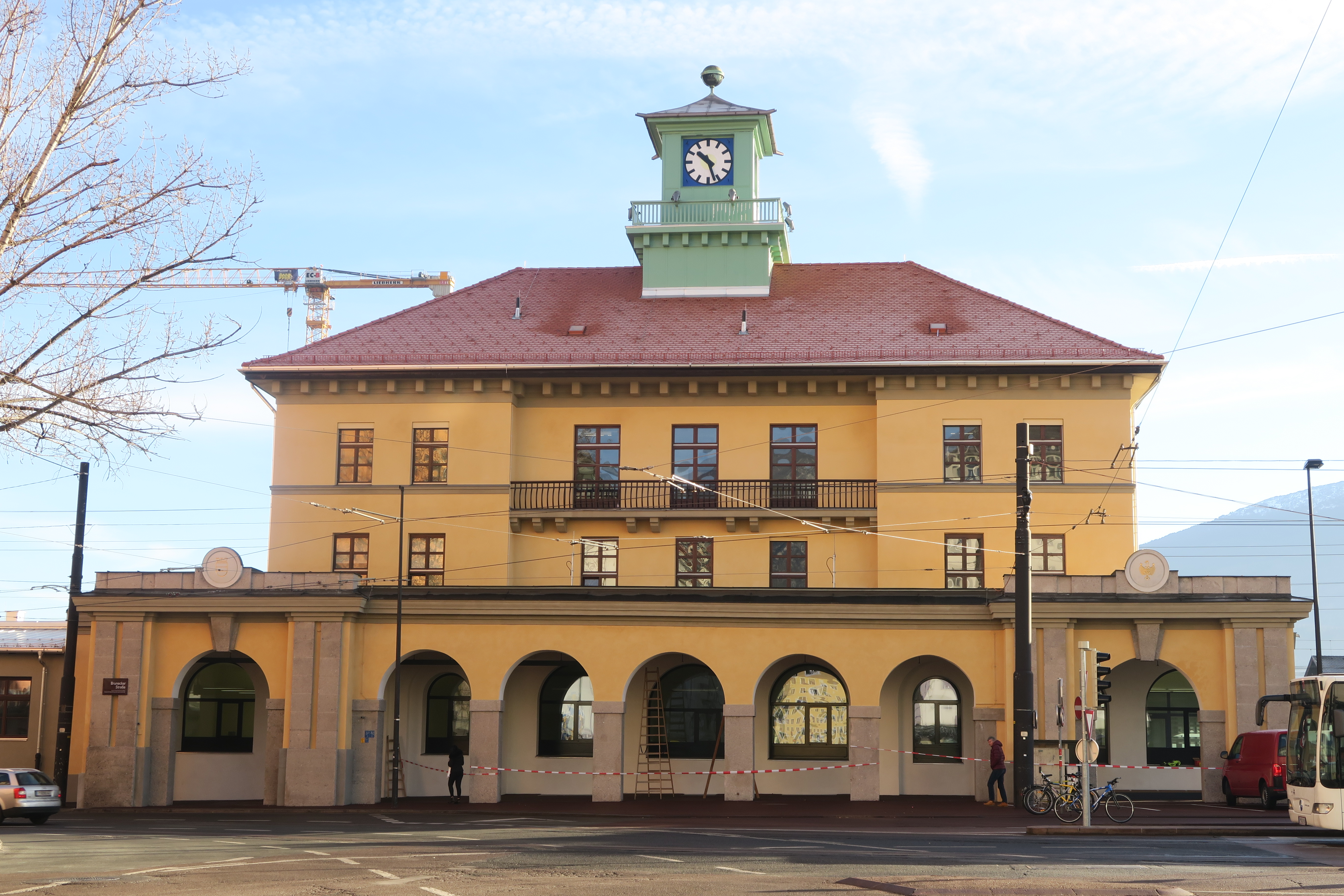
Het gebouw met de tijdtoren.